# Landler (protestanti)
Con Landler o Siebenbürger Landler si designa il gruppo etnico di Protestanti che sotto Carlo VI e Maria Teresa dal 1734 al 1756, vennero deportati dalla Carinzia ad opera della monarchia asburgica, verso la regione storica di Transilvania (Siebenbürgen) nelle vicinanze della città di Hermannstadt, oggi Sibiu.

## Origini politiche
Riforma e Controriforma furono messe in atto, dal XVI al XVII secolo, non solo in ambito ecclesiastico ma anche sul territorio, sulla popolazione. Fare e religione furono strettamente legate, il fare sovrano attraverso la religione. Dalla riforma religiosa degli Asburgo del 1555 la confessione venne usata per imporre l'assolutismo monarchico.

## Attualità
Nei gruppi di Landler di Neppendorf, Großau e Großpold vi sono presenti comunità di Sassoni di Transilvania. Così il dialetto austro-tedesco, il Landlerisch, ancora oggi viene parlato da immigrati in Germania e dai pochi gruppi presenti in Romania. Nei circondari di Großpold e Neppendorf, rimangono i Landler che da più tempo parlano lingua tedesca.
L'associazione dei Landler e di altri gruppi linguistici tedeschi minoritari in Romania è la DFDR (Demokratisches Forum der Deutschen in Rumänien). Il leader odierno è Martin Bottesch, a capo del Distretto di Sibiu.